# Sesshin
Ein Sesshin (chinesisch 接心, Pinyin jiē xīn, W.-G. Chieh Hsin; jap. 接心) wörtlich "Versammlung oder Konzentration des Geistes" ist eine intensive Zeit konzentrierter Zen-Meditation. Es findet in einem Zen-Kloster oder an einem anderen Ort des Rückzugs statt, wobei bedeutend intensiver Zazen praktiziert wird als in der täglichen Zen-Praxis. In der westlichen Zen-Praxis, die sich auf Zazen und Samu konzentriert, wird Sesshin auch als "Berühren des Geistes" oder "Berühren des Herz-Geistes" übersetzt.
Das Programm eines Sesshins ist gekennzeichnet durch häufige und ggf. längere Meditationsperioden. Je nach Ausrichtung werden die Mahlzeiten ebenfalls in der Zazen-Haltung während eines Sesshin eingenommen. Längere Sitz-Perioden werden häufig durch Kinhin (Gehmeditation) unterbrochen. Das praktizierte Schweigen dient der Konzentration und Nicht-Ablenkung.
In einem ansonsten monoton erscheinenden Ablauf von Zazen und Kinhin stellen Sutren-Rezitation, Kōan-Praxis, Dokusan (das persönliche Gespräch mit dem Lehrer) und das Teishō (Vortrag) des Roshi von außen betrachtet besondere Abwechslungen dar.
Aber auch diese Tätigkeiten dienen dem "Vertrautwerden mit dem eigenen Geist" und werden mit derselben Geisteshaltung ausgeübt/wahrgenommen wie in der Zazen-Haltung selber.
Mahlzeiten werden in ritueller Form (Ōryōki) gemeinsam und in Stille eingenommen. Alle Tätigkeiten, so auch kleinere Arbeiten, Samu (Abwasch, Reinigung, Garten etc.) werden in großer Geistesgegenwart, bestimmter Form und Achtsamkeit verrichtet. Durch die Übung des "konzentrierten Tuns" wird dem Übenden eine Möglichkeit gegeben, den in der bewegungslosen Zazen-Haltung entwickelten Geist auch in den Tätigkeiten des Alltags zu transportieren und umzusetzen.
Am Anfang der Zen-Praxis braucht das Denken, das laut Rinzai ein wilder Affe ist, zwei bis drei Tage, um sich niederzulassen und zur Ruhe zu kommen; erst dann beginnt eine Phase der Klärung des Geistes und der Einsicht, die zu Kenshō (Wesensschau) und Satori (Erwachen) führen kann. Längere Sesshin setzen eine gewisse Übung im meditativen Sitzen (Zazen) voraus.
Durch die Sesshin-Praxis wird die tägliche Zazen-Praxis vertieft. Im Laufe der fortschreitenden Praxis gibt es immer weniger Unterschiede zwischen dem konzentrierten "Sesshin-Geist" und dem täglichen Bewusstsein.
Die Sesshins im Zen-Buddhismus sind nicht zu verwechseln mit den gleichnamigen Übungen bei Shinnyo-En.

## Moderne Praxis
In der zeitgenössischen Praxis des Buddhismus in Japan und im Westen werden Sesshins häufig von Laienteilnehmern besucht und können einen, drei, fünf oder sieben Tage dauern.
Die siebentägigen Sesshins finden mehrmals im Jahr in vielen Tempeln und Zen-Zentren statt. Eines der wichtigsten ist das Rohatsu-Sesshin, das an das Erwachen von Gautama Buddha (anuttara samyak sambodhi) erinnert.